# 胡安娜·伊内斯·德·拉·克鲁兹
胡安娜·伊内斯·德·拉·克鲁兹（Juana Inés de la Cruz，1648年11月12日—1695年4月17日），是一位自学成才的学者，也是巴洛克艺术学派的科学思想家，哲學家，作曲家和诗人。也是新西班牙圣哲罗姆派的修女。被称为“第十缪斯”，“美洲凤凰”或 “墨西哥凤凰”。

## 生平
胡安娜生活在墨西哥殖民时期，成为早期墨西哥文学以及更广泛的西班牙黄金时代文学的贡献者。她从小就是神童，精通拉丁语，会用納瓦特爾語写作并因其十几岁时的哲学研究而闻名。胡安娜是在她自己的图书馆里自学成才，这个图书馆的书籍大多是从祖父那里继承来的。在1667年加入女修道院之后，开始撰写有关爱，女性主義和天主教會等话题的诗歌和散文。 1680年代，修女胡安娜受到教會人士反對。 1680年代，胡安娜與她的耶穌會告解神父安東尼奧（Antonio Núñez de Miranda）有所衝突。1691年，普埃布拉主教曼努埃爾（Manuel Fernández de Santa Cruz）未經胡安娜允許，出版她對神父安東尼奧·維埃拉的批評。1694年，在內外壓力下，胡安娜開始出售她的藏书，以专注于对穷人的慈善事业。翌年，胡安娜在为其他修女治疗时染上鼠疫去世。

## 文化形象
墨西哥作家奥克塔维奥·帕斯1982年作品《修女胡安娜》（Sor Juana Ines de la Cruz o las trampas de la fe）及其1990年的改編電影，奠定了修女胡安納自1930年代以來的基本文化形象，即宗教迫害下不幸身死的女性主義烈士。